# 甜甜圈 (荷蘭)
荷蘭甜甜圈（荷蘭語：Oliebol，荷蘭語發音：[ˈoːlibɔl], plural oliebollenⓘ）是荷蘭和比利时在除夕的一種傳統食物，在荷蘭被稱為“Oliebol”或“Oliebollen”，而在比利時則被稱為法文的“Smoutebollen”和“Croustillons”。